# Оряхово (Хасковська область)
Оря́хово (болг. Оряхово) — село в Хасковській області Болгарії. Входить до складу общини Любимець.

## Населення
За даними перепису населення 2011 року у селі проживали 304 особи.
Національний склад населення села:
| Національність   | Кількість осіб | Відсоток |
| ---------------- | -------------- | -------- |
| болгари          | 293            | 97,7%    |
| цигани           | 7              | 2,3%     |
| інша             | 0              | 0%       |
| Всього відповіли | 300            |          |

Розподіл населення за віком у 2011 році:
Динаміка населення: